# Za'atar

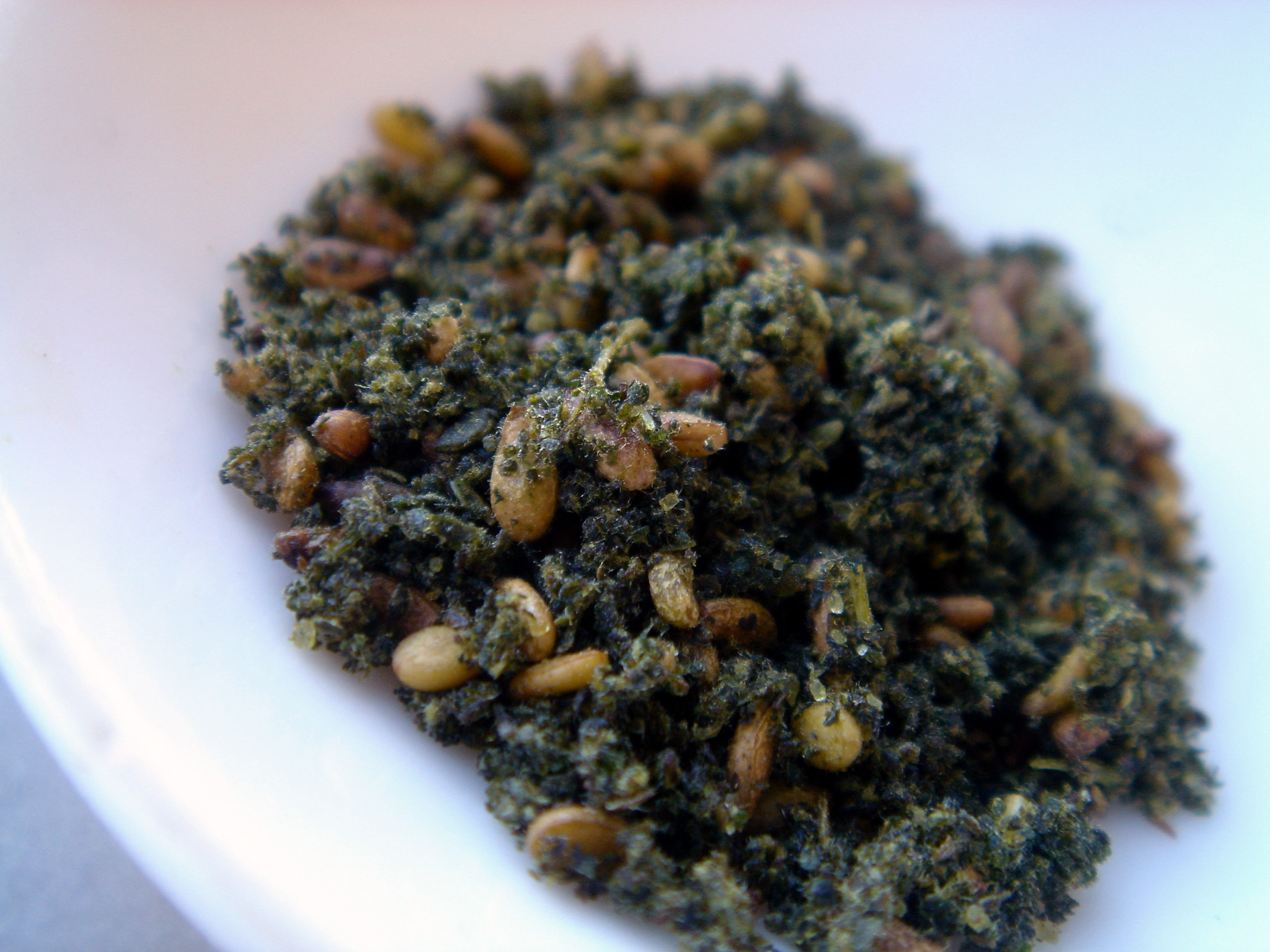
Za'atar, um condimento do Médio Oriente.

Za'atar (em árabe زعتر; em hebraico: זעתר), também zátar ou zaatar, é uma mistura de especiarias usada como condimento e originária do Oriente Médio,  marcante na culinária levantina-árabe.
O za’atar é tradicionalmente uma mistura moída de tomilho, orégano, manjerona, gergelim torrado, coentro, sumagre e sal; no entanto, nem todos estes ingredientes estão sempre presentes, enquanto que por vezes se adicionam outros, como cominho e coentro
O termo za’atar provém da palavra árabe para a erva usada como principal ingrediente, a manjerona. Os nomes científicos desta erva incluem Origanum majorana, Origanum syriacum (também conhecida na Bíblia como hissope, orégano-da-síria, ou manjerona selvagem), e Thymus capitatus (tomilho). Za'atar birri (ou za'atar selvagem) é identificado como Origanum vulgare. Tanto o orégano como a manjerona são plantas mediterrânicas da família Labiatae, que inclui também a hortelã e a sálvia.
A erva za'atar é um condimento popular desde a Armênia a Marrocos e é muitas vezes usada no café-da-manhã para aromatizar um queijo feito com iogurte e pão. Também pode ser misturada com azeite para formar uma pasta chamada za'atar-ul-zayt, usada muitas vezes com os bolos de gergelim chamados ka'ak. Outra maneira de usá-lo é misturado com massa de pão, o "manaeesh bi zaatar".

## História
O za'atar tem sido usado na culinária árabe desde os tempos medievais. Para os judeus de Israel, o za’atar esteve associado às padarias árabes, mas a sua produção comercial tornou-a um “elemento integral da culinária de Israel”.

## Propriedades curativas
No Líbano, existe a crença de que esta mistura é boa para o cérebro e para a resistência do corpo; por essa razão, as crianças são encorajadas a comê-la no café-da-manhã, principalmente antes de um exame.
Maimônides, um rabi e médico medieval que viveu no norte de África, prescrevia o za'atar como antisséptico, cura para parasitas intestinais, para a constipação, a perda de apetite e a flatulência; como pomada, aplicada na fronte, o óleo de za'atar reduziria as dores de cabeça.